# Irish Stew
Irish Stew là một món hầm truyền thống của ẩm thực Ireland. Nó bao gồm chủ yếu là Thịt cừu, khoai tây, hành, mùi tây. Thường thì cà rốt, củ cải vàng và nhiều loại gia vị như cỏ xạ hương và húng quế được thêm vào.
Irish Stew ngày nay ít được ăn tại Ireland, vì nó theo lịch sử là món ăn của dân nhà nghèo. Thường thì các biến thể khác như với thịt bò hoặc thịt gia cầm được ưa chuộng hơn.
Một biến thể của Irish Stew là Dublin Stew, được nấu cũng như vậy, tuy nhiên gia vị thì đậm đà hơn.
Trong một biến thể chưa phổ biến lắm, gọi là Fulde Stew, bắp cải được cho thêm vào.